# Suzanne de Callias
Œuvres principales
La double vue de Clarisse (1925)
Suzanne de Callias, née dans le 8e arrondissement de Paris le 24 janvier 1883 et morte dans le 6e arrondissement de Paris le 14 février 1964, est une journaliste et femme de lettres féministe.
Elle cosigna quelques romans avec Willy sous le pseudonyme de Ménalkas.

## Biographie
Fille du peintre Horace de Callias (1847-1921), Suzanne est très intégrée dans le monde culturel parisien. Elle s’associe au romancier Willy pour publier ses premiers romans sous le pseudonyme de Ménalkas. Si L'Ersatz d’amour (1923) et Le Naufragé (1924) sont remarqués par la critique littéraire, néanmoins ils ne sont pas pour autant des succès commerciaux car aucun des deux n’atteint les 10 000 exemplaires. La supercherie est dévoilée en 1924 par le journaliste Léon Treich dans le premier numéro de La Revue surréaliste. Leur dernière collaboration débouche en 1927 sur le recueil de nouvelles Le Fruit vert.
Suzanne de Callias participe sous le pseudonyme de Ménalkas à la revue Inversions, revue française « pour l’homosexualité » créée en 1924. Son livre Lucienne et Reinette, paru en 1925, aborde la question de la tentation de l'amour lesbien.
Outre ses activités de romancière, Suzanne de Callias écrit des articles dans le quotidien allemand Hamburger Fremdemblatt. Elle pratique également le dessin de presse, si bien qu’elle entre au Comité des dessinateurs humoristiques pendant la Première Guerre mondiale. Ardente féministe, elle s’intéresse aux droits des femmes et donne des conférences dans de nombreux pays européens : Norvège, Tchécoslovaquie, Allemagne ou encore Angleterre. De ces visites à l’étranger, elle publie ses enquêtes sur la condition féminine en 1931 dans Aux pays des femmes-soldats, Finlande, Estonie, Danemark, Lituanie.

## Œuvres (sélection)
- Visions cosmopolites (Éditions M. Bauche, 1911)
- La malle au camphre (Librairie des Lettres, 1919)
- Jeux de princes avec Willy (Éditions Albin Michel, 1919)
- Le dialogue des forçats (Éditions À la démocratie, 1920)
- Le voyage sentimental de Charlette (Éditions Fasquelle, 1923)
- L'Ersatz d'amour avec Willy (Éditions Malfère, 1923) ; rééd. dans le recueil Le Naufragé, précédé de L'Ersatz d'amour aux éditions GKC en 2018.
- Des cœurs dans la neige (Éditions Albert Messein, 1924)
- Jerry (Éditions Malfère, 1924)
- Monsieur Fayol et sa fille (Éditions Malfère, 1924)
- Le Naufragé avec Willy (Éditions Malfère, 1924) ;  rééd. dans le recueil Le Naufragé, précédé de L'Ersatz d'amour aux éditions GKC en 2018.
- Lucienne et Reinette (Éditions Fasquelle, 1925)
- La double vue de Clarice (Éditions Henry-Parville, 1925)
- Florilège de l'antiféminisme (Librairie féministe et féminine, 1926)
- L'Étrange passion de Junot duc d'Abrantès, Mercure de France, no 684 du 15 décembre 1926 et no 685 du 1er janvier 1927 ; puis en volume aux éditions Mistral, 1956
- Jeanne d'Arc répond (Éditions de l'Epi, 1929)
- Carlo, tel qu'il était (Librairie Arthème Fayard, 1929)
- Saturne en dixième maison (La Nouvelle Société d'édition, 1930)
- Aux pays des femmes-soldats, Finlande, Esthonie, Danemark, Lithuanie (Éditions Fasquelle, 1931)
- Notre proche avenir. 1934. L'année décisive. Ce qui est déjà réalisé. Ce qui nous attend (Éditions Protéa, 1934)